# Тюлячинское сельское поселение
Тюлячинское се́льское поселе́ние — муниципальное образование в Тюлячинском районе Татарстана Российской Федерации.
Административный центр — село Тюлячи.

## История
Статус и границы сельского поселения установлены Законом Республики Татарстан от 31 января 2005 года № 43-ЗРТ «Об установлении границ территорий и статусе муниципального образования "Тюлячинский муниципальный район" и муниципальных образований в его составе».

## Население
| 2010  | 2011  | 2012  | 2013  | 2014  | 2015  | 2016  |
| ----- | ----- | ----- | ----- | ----- | ----- | ----- |
| 3761  | ↗3762 | ↗3813 | ↗3894 | ↗3950 | ↗4016 | ↗4108 |
| 2017  | 2018  | 2021  |       |       |       |       |
| ↗4165 | ↗4245 | ↗4421 |       |       |       |       |

## Состав сельского поселения
| № | Населённый пункт | Тип населённого пункта       | Население |
| - | ---------------- | ---------------------------- | --------- |
| 1 | Ачи              | деревня                      |           |
| 2 | Екатериновка     | деревня                      |           |
| 3 | Комаровка        | деревня                      |           |
| 4 | Тюлячи           | село, административный центр | ↗3928     |